# Stefano Gentile
Stefano Gentile (20. September 1989 in Maddaloni, Kampanien) ist ein italienischer Basketballspieler. Als professioneller Spieler war Gentile bislang ausschließlich für italienische Vereine aktiv und gehört seit 2012 als Nationalspieler dem erweiterten Kader der italienischen Herrenauswahl an. Sein drei Jahre jüngerer Bruder Alessandro ist ebenfalls Nationalspieler; ihr Vater Ferdinando Gentile war in den 1990er Jahren als Vizeeuropameister 1991 und Landesmeister-Europapokalsieger 2000 einer der bekanntesten italienischen Basketballspieler seiner Zeit.

## Karriere
Nach dem Ende der aktiven Karriere seines Vaters wuchs Stefano Gentile ähnlich wie sein Vater in den Jugendmannschaften von JuveCaserta in seiner kampanischen Heimat heran. In der Saison 2005/06 hatte er  bereits einzelne Kurzeinsätze in der Zweitligamannschaft von Caserta. Als sein Vater Trainer der Zweitligamannschaft Andrea Costa in Imola wurde, wechselte der 17-jährige Gentile ebenfalls dort in den Herrenkader, wo er in 25 Spielen im Durchschnitt für jeweils knapp zehn Minuten eingesetzt wurde. Die Mannschaft erreichte auf dem vorletzten Tabellenplatz jedoch nur durch den Rückzug anderer Mannschaften den Klassenerhalt. Für die Saison 2007/08 wechselte Gentile in den Kader von Rekordmeister Olimpia Armani aus Mailand in die höchste Spielklasse Lega Basket Serie A, wo sich der 18-jährige Gentile jedoch nicht durchsetzen konnte und nur auf wenige Kurzeinsätze kam. Daher ging er in der Saison 2008/09 zurück nach Süditalien in die dritte Liga, wo er für Assi Basket aus Ostuni spielte. Diese verpassten jedoch auf dem neunten Platz die Play-offs um den Aufstieg in die zweite Liga. Bei der U20-Junioren-Europameisterschaft 2009 verlor Italien mit Gentile vier der ersten fünf Spiele. Obwohl Gentile bei der Niederlage gegen die lettische Auswahl zu den erfolgreichsten italienischen Punktesammlern mit seiner Turnierbestleistung von 16 Punkten gehörte, verringerten sich in den folgenden vier Spielen seine Einsatzzeiten. Doch die italienische Juniorenauswahl erreichte noch das „kleine Finale“ um die Bronzemedaille, das jedoch gegen die spanische Juniorenauswahl verloren ging.
In der Saison 2009/10 war Gentile zurück in Norditalien und spielte für Aquila Basket aus Trient, die in der dritten Liga ebenfalls auf dem neunten Platz die Aufstiegs-Play-offs verpassten. Erst durch den Wechsel zu Junior aus Casale Monferrato gelang Gentile in der Saison 2010/11 die Rückkehr in die zweithöchste Spielklasse Legadue. Mit diesem Verein gewann er die Hauptrunde und die Play-offs um den Aufstieg in die höchste Spielklasse. In der höchsten Spielklasse, in der Gentile beim Aufsteiger knapp zwanzig Minuten pro Spiel eingesetzt wurde, gelangen dem piemontesischen Verein jedoch nur acht Siege in 32 Spielen, so dass er am Saisonende als Tabellenletzter wieder abstieg. Zur Saison 2012/13 wechselte Gentile daher zurück nach Caserta, die nach der Rückkehr in die höchste Spielklasse 2008 in der Vorsaison einen Platz vor Casale Monferrato nur knapp den Klassenerhalt erreicht hatten. Bei Caserta gehörte Gentile mit knapp 30 Minuten Einsatzzeit und einer zweistelligen Punktausbeute von gut zehn Punkten pro Spiel zu den wichtigsten und erfolgreichsten Spielern, als diese sich auf den neunten Platz der Abschlusstabelle verbesserten. Die Auszeichnung als Most Valuable Player des All-Star-Games der Serie A im Dezember 2012, die sich Gentile gut ein Jahr später erneut holte, unterstrich, dass er nun endgültig den Durchbruch geschafft hatte. Für die Saison 2013/14 wechselte Gentile zum Traditionsverein aus Cantù, für den jedoch nach dem dritten Hauptrundenplatz die Play-offs um den Titel nach drei Erstrundenniederlagen gegen den vormaligen Vizemeister Acea Rom ohne Sieg enttäuschend endeten. Im Eurocup 2013/14 war man bereits in der Zwischenrunde der besten 32 Mannschaften nur äußerst knapp mit einem Punkt Unterschied im direkten Vergleich am deutschen Vertreter Ratiopharm Ulm gescheitert.